# Uniform Choice
A Uniform Choice amerikai hardcore punk/emo együttes a kaliforniai Orange megyéből.

## Története
1982-ben alakultak. Myke Bates gitáros, Eric Hanna dobos és Hanson Meyer basszusgitáros alapították. Bates korábban is játszott már együttesekben, továbbá egy gördeszkás üzletet is üzemeltetett, amelyet azonban otthagyott. Saját együttest szeretett volna alapítani, így csatlakozott a "Moral Sin" punk zenekarhoz. Miután a Moral Sin énekese, Scott Brandon elhagyta a zenekart, Bates átvette tőle a stafétabotot: az énekes és gitáros posztot is betöltötte. Ezután Uniform Choice-ra nevezte át az együttest. Két hónap múlva gitárosuk, Dave Marriott is kilépett a zenekarból. A Uniform Choice 1982-ban adta ki első demó lemezét, ezen kívül még több albumot jelentetett meg.
Az Encyclopaedia Metallum szerint a zenekar később áttért a metal, illetve a rock műfajára is.

## Tagok
Korai tagok
- Myke Bates (1982-1983)
- Hanson Meyer (1982-1983)
- Dave Marriott (1982)
- Eric Hanna (1982-1983)
- Elliott Colla (1982-1983)
- Eric VonArab (1982)
- Brent Turner (1983)

További tagok
- Pat Dubar - ének (1983-)
- Victor Maynez - gitár (1983-)
- Pat Dyson - dob (1983-1986)
- David Mellow - basszusgitár (1984-)
- John Lorey - basszusgitár (1983-1984)
- Patrick Longrie - dob (1986-1993)
- Jim Viviano - ének (1991-1993)
- Mike Hanes - gitár (1991-1993)
- Rich J. Weinrauch - gitár (1991-1993)
- Trent Ober - basszusgitár (1991-1993)

## Diszkográfia
- Orange Peel Sessions demó (1982-ben rögzítették, 2015-ben adták ki)
- Uniform Choice (demó, 1984)
- Numb Tongue No Taste (válogatáslemez, 1984)
- Screaming for Change (album, 1986)
- Getting the Point Across (album, 1986)[4]
- Region of Ice (album, 1988)
- Staring into the Sun (album, 1988)
- Noise Forest (válogatáslemez, 1989)
- Uniform Choice (album, 1990)
- Rainmaker Demo (1992)
- Consider This... (demó, 1993)
- Straight and Alert (album, 1995)[4]